# Linafoot
Die Linafoot (kurz für: Ligue nationale de football) ist die höchste Fußballliga in der Demokratischen Republik Kongo. Sie wird von den Clubs der Fecofa (Kongolesischer Fußballverband) jährlich ausgetragen.
Der Austragungsmodus der Meisterschaft hat sich seit ihrer ersten Austragung 1958 mehrfach verändert. Um das Problem der großen Entfernungen zwischen den Heimstätten der Klubs bestmöglich zu lösen und die Reisekosten für die Teams zu reduzieren, wurden drei regionale Ligen (für den Westen, den Osten und für Mitte/Süd) mit Qualifikation für eine Finalrunde eingeführt. In den Spielzeiten 2012 und 2013 gab es eine nationale Liga mit 14 Teams, bevor man für die Saison 2013/2014 zu den regionalen Ligen (Zone de développement, deutsch wörtlich: „Entwicklungszone“) mit Finalrunde zurückkehrte.

## Regionale Ligen für die Saison 2017/2018
In der Saison 2017/2018 gab es drei regionale Ligen:
| Name                             | Vereine | Qualifikationen | Absteiger |
| -------------------------------- | ------- | --------------- | --------- |
| Zone de développement Ouest      | 10      | 3               | 3         |
| Zone de développement Est        | 8       | 2               | 3         |
| Zone de développement Centre-Sud | 10      | 3               | 2         |

Anmerkung
1. ↑  Zahl der Vereine, die sich für die Endphase qualifiziert haben

Die Endrunde wird zwischen den acht qualifizierten Vereinen ausgetragen, die eine erneute vollständige Runde mit Hin- und Rückspielen austragen. Meister der Saison 2017/2018 wurde AS Vita Club.

## Meister
Die bisherigen Meister waren:
- 1958: FC St. Eloi
- 1963: CS Imana
- 1964: CS Imana
- 1965: AS Dragons
- 1966: TP Mazembe
- 1967: TP Mazembe
- 1968: FC Saint Eloi Lupopo
- 1969: TP Mazembe
- 1970: AS Vita Club
- 1971: AS Vita Club
- 1972: AS Vita Club
- 1973: AS Vita Club
- 1974: CS Imana
- 1975: AS Vita Club
- 1976: TP Mazembe
- 1977: AS Vita Club
- 1978: CS Imana
- 1979: AS Bilima
- 1980: AS Vita Club
- 1981: FC Saint Eloi Lupopo
- 1982: AS Bilima
- 1983: SM Sanga Balende
- 1984: AS Bilima
- 1985: US Tshinkunku
- 1986: FC Saint Eloi Lupopo
- 1987: TP Mazembe
- 1988: AS Vita Club
- 1989: DC Motema Pembe
- 1990: FC Saint Eloi Lupopo
- 1991: SCOM Mikishi
- 1992: US Bilombe
- 1993: AS Vita Club
- 1994: DC Motema Pembe
- 1995: AS Bantous
- 1996: DC Motema Pembe
- 1997: AS Vita Club
- 1998: DC Motema Pembe
- 1999: DC Motema Pembe
- 2000: TP Mazembe
- 2001: TP Mazembe
- 2002: FC Saint Eloi Lupopo
- 2003: AS Vita Club
- 2004: DC Motema Pembe
- 2005: DC Motema Pembe
- 2006: TP Mazembe
- 2007: TP Mazembe
- 2008: DC Motema Pembe
- 2009: TP Mazembe
- 2010: AS Vita Club
- 2011: TP Mazembe
- 2012: TP Mazembe
- 2013: TP Mazembe
- 2013/14: TP Mazembe
- 2014/15: AS Vita Club
- 2015/16: TP Mazembe
- 2016/17: TP Mazembe
- 2017/18: AS Vita Club
- 2018/19: TP Mazembe
- 2019/20: TP Mazembe
- 2022: TP Mazembe
- 2022/23: Meisterschaft abgebrochen
- 2023/24: TP Mazembe